# VfL Solingen-Wald
VfL Solingen-Wald was een Duitse voetbalclub uit Wald, een stadsdeel van Solingen, Noordrijn-Westfalen. 

## Geschiedenis
De club werd opgericht als turnvereniging Turn- und Sportvereinigung Wald. Deze fuseerde in 1933 met BV Wald 1903 en het één jaar eerder opgerichte VfB Wald. De naam van de fusieclub werd VfL Wald 1897. 
BV Wald speelde voor de Eerste Wereldoorlog al enkele seizoenen in de tweede divisie. Halverwege de jaren twintig speelde de club opnieuw in de tweede divisie van de Bergisch-Markse competitie. De club eindigde steevast in de middenmoot, maar in 1931 miste de club op een haar na de promotie naar de hoogste klasse. In 1932 werd de club vicekampioen en een jaar later eindigde de club in de lagere middenmoot. Hierna werd de Gauliga ingevoerd en speelde de club verder op regionaal niveau. 
Na de Tweede Wereldoorlog speelde de club in de Bezirksklasse en werd in 1952 vicekampioen achter SSV Oberkassel. Twee jaar later kon de club naar de Landesliga promoveren, destijds de hoogste amateurklasse. In 1956 werd de Verbandsliga ingevoerd als nieuwe hoogste amateurklasse en hiervoor kwalificeerde de club zich niet en een jaar later zakten ze zelfs naar de Bezirksklasse. Pas in 1970 kon de club terug promoveren naar de Landesliga, dat jaar nam de club ook de naam VfL Solingen-Wald aan. Twee jaar later volgde een nieuwe degradatie. 
Op 24 juli 1974 fuseerde de club met OSC Solingen tot SG Union Solingen. 